# 곡선동
곡선동(谷善洞)은 경기도 수원시 권선구의 행정동이다. 관할 법정동인 곡반정동(谷泮亭洞)과 권선동(勸善洞)에서 한 자씩 따 명명하였다.

## 개요
곡선동은 수원시 남부에 위치하며, 화성시와 경계를 이루고 있다. 대단위 아파트단지와 곡반정 지구내 다가구주택(원룸) 건립으로 단독세대 및 젊은 층이 증가하고 있으며, 곡선동 관할면적의 40%가 농경지이나 농수산물도매시장, 남부권 버스공영차고지, 개인시설물 등의 건축으로 농경지의 급속한 축소가 예상되고 있다.

## 법정동
- 곡반정동(谷伴亭洞)
- 대황교동(大皇橋洞)
- 권선동(勸善洞)의 일부

## 교육
- 수원여자대학교

## 아파트
| 단지명                 | 건설사              | 시행사              | 주소                                                                         | 입주        | 비고                                  |
| ---------------------- | ------------------- | ------------------- | ---------------------------------------------------------------------------- | ----------- | ------------------------------------- |
| 권선3지구 주공1단지    | 덕호건설㈜          | 대한주택공사        | 권선구 덕영대로1323번길 25-30 (권선동) 권선구 덕영대로1323번길 25-8 (권선동) | 2001년 5월  |                                       |
| 매탄권선역 리버파크    | 명지건설㈜          | 대한주택공사        | 권선구 세권로 334 (권선동)                                                   | 2001년 8월  | '권선3지구 주공3단지'에서 단지명 변경 |
| 권선상록 3단지         | 성지건설㈜          | 공무원연금공단      | 권선구 세권로316번길 15 (권선동)                                             | 2001년 9월  |                                       |
| 권선상록 5단지         | 성지건설㈜          | 공무원연금공단      | 권선구 세권로304번길 47 (권선동)                                             | 2001년 6월  |                                       |
| 권선3지구 현대3차      | 현대건설            | 현대건설            |                                                                              | 2000년 9월  |                                       |
| 권선3지구 대우         | 대우건설            | 대우건설            | 권선구 동탄원천로813번길 16 (권선동)                                         | 2000년 7월  |                                       |
| 써미트빌               | 풍림산업            | 경기지방공사        |                                                                              |             |                                       |
| 권선3지구 우남퍼스트빌 | ㈜우남건설          | ㈜우남종합건설      | 권선구 덕영대로1323번길 25-33 (권선동)                                       | 2002년 6월  |                                       |
| 권선3지구 우남 2차     | ㈜우남건설          | ㈜우남건설          |                                                                              |             |                                       |
| 권선3지구 대림         | 대림산업            | 대림산업            | 권선구 덕영대로1323번길 26-31 (권선동)                                       | 2001년 3월  |                                       |
| 곡반정 삼성            | 삼성물산㈜ 건설부문 | 삼성물산㈜ 건설부문 | 권선구 곡선로50번길 73 (곡반정동)                                            | 2000년 10월 |                                       |
| 곡반정 아이파크        | 현대산업개발        | 현대산업개발        | 권선구 곡선로50번길 48 (곡반정동)                                            | 2002년 4월  |                                       |
| 권선한솔               | 한솔건설㈜          | 한솔건설㈜          |                                                                              |             |                                       |

## 교통
- 경수산업도로
- 분당선 매탄권선역